# Donacija Sutrija
Donacija Sutrija je bil sporazum, ki sta ga leta 728 v Sutriju sklenila langobardski kralj Liutprand in papež Gregor II.. 
Po zapisih v Liber pontificalis je papeštvo s  tem sporazumom »kot darilo blaženima apostoloma Petru in Pavlu« dobilo mesto Sutri  in nekaj drugih hribovskim mest v Laciju. Sporazum je pomenil prvo širitev papeškega ozemlja preko meja Rimske vojvodine (Ducatus Romanus) in zgodovinski temelj Papeške države. 
Sutri je ohranil pomemben strateški položaj kot trdnjava ob meji Rimske vojvodine.

## Vir
- Franco Cardini, Marina Montesano. Storia medievale. Firence, Le Monnier Università, 2006. ISBN 8800204740.